# 1571
Відродження •  Реформація •  Доба великих географічних відкриттів •  Ганза •  Річ Посполита •  Нідерландська революція •  Релігійні війни у Франції

## Геополітична ситуація
Османську державу очолює Селім II (до 1574). Імператором Священної Римської імперії є Максиміліан II Габсбург (до 1572). У Франції королює Карл IX Валуа (до 1576).
Апеннінський півострів за винятком Папської області та Венеційської республіки належить Священній Римській імперії.
Королем Іспанії та правителем Нижніх земель є Філіп II Розсудливий (до 1598). В Португалії королює Себастьян I Бажаний (до 1578). Королевою Англії є Єлизавета I (до 1603). Король Данії та Норвегії — Фредерік II (до 1588). Король Швеції — Юхан III (до 1592). Королем Угорщини та Богемії є імператор Максиміліан II Габсбург (до 1572).
Королем Речі Посполитої, якій належать українські землі, є Сигізмунд II Август (до 1572).
У Московії править Іван IV Грозний (до 1575). На заході євразійських степів існують Кримське ханство, Ногайська орда. Єгиптом володіють турки. Шахом Ірану є сефевід Тахмасп I.
У Китаї править династія Мін. Значними державами Індостану є Імперія Великих Моголів, Біджапурський султанат, Віджаянагара. В Японії триває період Муроматі.
Триває підкорення Америки європейцями. На завойованих землях існують віцекоролівства Нова Іспанія та Нова Кастилія. Португальці освоюють Бразилію.

## Події

### В Україні
- Перша згадка у записах села Суйми Рівненської області
- Перша писемна згадка про село Дорофіївка (нині Підволочиського району Тернопільської області) та про Бахмут.
- Петиція української шляхти з Київщини до польського короля про збереження прав «руської» української мови.
- Офіційна дата заснування Кременчука
- Фактичне заснування реєстрового козацтва. Коронний гетьман Юрій Язловецький видав «Конституцію Язловецького гетьмана з Бучача із козаками низовими запорозькими року Божого 1571», якою брав на державну службу 300 низових козаків з платнею 4 копи литовських грошей на рік. Першим гетьманом і старшим було призначено Валенія Ольшовицького, польського шляхтича з Краківського воєводства.

### У світі
- 24 травня кримський хан Девлет I Ґерай захопив Москву і спалив її до тла.
- Турки окупували Кіпр.
- Князем Трансильванії став Стефан Баторій.
- 7 жовтня, у битві при Лепанто (Греція), біля входу в затоку Пантраїкос, флот Святої ліги (союзу Іспанії, Венеції і папи римського) в складі 250 кораблів під командуванням Хуана Австрійського (сина Карла V) розбив значно більшу за чисельністю османську флотилію, чим розвіяв міф про її непереможність.
- У Лондоні відкрилася Королівська біржа.
- 19 травня Мігель Лопес де Легаспі заснував на Філіппінах місто Маніла.

## Народились
Докладніше: Народилися 1571 року
- 27 січня — Аббас I Великий, шах Персії (1587–1629)

## Померли
Докладніше: Померли 1571 року
- 14 лютого — У Флоренції у віці 70-и років помер італійський скульптор, ювелір і письменник Бенвенуто Челліні.
- 17 липня — Морі Мотонарі, самурайський полководець середньовічної Японії періоду Сенґоку. Володар регіону Тюґоку у Західній Японії.
- 27 грудня — Йоган Кеплер (Johannes Kepler), німецький астроном, який першим заявив, що планети обертаються навколо Сонця